# 庫拉奇基夫齊
48°33′40″N 25°18′3″E / 48.56111°N 25.30083°E
庫拉奇基夫齊（烏克蘭語：Кулачківці），是烏克蘭西部的村莊，隸屬伊萬諾-弗蘭科夫斯克州的科洛梅亞區。該村始建於1410年，面積14平方公里，2001年人口1,410，人口密度每平方公里100.7人。